# جیمی آنرسون
جیمی آنرسون (انگلیسی: Jamie Annerson؛ زادهٔ ۱ نوامبر ۱۹۸۸) بازیکن فوتبال اهل بریتانیا است.
از باشگاه‌هایی که در آن بازی کرده‌است می‌توان به باشگاه فوتبال منزفیلد تاون، باشگاه فوتبال روترهام یونایتد، باشگاه فوتبال شفیلد، باشگاه فوتبال شفیلد یونایتد، باشگاه فوتبال چسترفیلد، و باشگاه فوتبال برادفورد سیتی اشاره کرد.
وی همچنین در تیم ملی فوتبال زیر ۱۹ سال انگلستان بازی کرده‌است.